# 四川省宜宾市第一中学校
四川省宜宾市第一中学校（英語：NO.1 High School Of Yibin Sichuan），简称宜宾一中，是四川省宜宾市历史最悠久的公立高级中学，该校前身肇基于1481年（明成化17年）的翠屏书院，距今已有540余年的办学历史。1901年翠屏书院改办为尚志学堂，2023年被认定为四川省引领型一级示范性普通高中。
学校现为国家级示范性普通高中（2002年首批）、四川省一级示范性普通高中（2013年），被教育部评为"全国教育系统先进集体"（2019年）。

## 历史沿革
翠屏书院始建于明成化十八年（1482年），由叙州府知府陆渊之主持建造于宜宾城西翠屏山腰。清嘉庆六年（1801年）迁至宜宾城内大南街。清光绪二十七年（1901年）改办为尚志学堂，书院这个名称才废掉。”“自清政府废科考，改为学校的‘诏令’发出后，翠屏书院即改为尚志学堂”。
辛亥革命后，民国元年（1912年）因废府制，“府立中学堂”改为“叙州联合县立中学堂”，简称“叙联中”。由宜宾、南溪、兴文、长宁、高县、庆符、珙县、筠连、屏山、富顺、隆昌十一县，雷波、马边两厅，从契税附加中捐资办学。主持学籍的监督从此改称校长。民国二十四年（1935年），叙共中奉令更名为“叙属联立中学”。
中华人民共和国建立后，1950年，学校更名为“川南宜宾高级中学”，停招初中。省政府任命宜宾地委书记陈林同志兼任校长，校址由城内大南门迁至西郊泥灏口（即现老校区）。1953年1月，学校奉令更名为“四川省宜宾第一中学校”。同年，四川省人民政府确定宜宾市第一中学校为新中国成立后四川的第一批省属重点中学。1959年8月，学校更名为“四川省宜宾市第一中学校”。
2004年1月，四川省教育厅确定宜宾市一中为四川省国家级示范性普通高中。2013年学校被确定为首批省一级示范性普通高中；
2023年被认定为四川省引领型一级示范性普通高中。学校是“全球中学生策略联盟”成员学校、联合国教科文组织教师专业发展实验学校、教育部新课程改革与校园文学研究实验学校、全国群众体育先进集体、全国国防教育特色学校、全国航空特色学校、中华传统艺术传承优秀学校。

## 组织架构
学校实行三级管理体系：
- 决策层：校党委（下设5个支部）、校务委员会
- 执行层：
  - 教学中心（分高中部、国际部）
  - 学生发展中心
  - 后勤保障中心
- 监督层：教职工代表大会、家长委员会

## 校园设施
| 设施类型 | 数量 | 备注                 |
| -------- | ---- | -------------------- |
| 教学楼   | 6栋  | 每栋配备智能黑板系统 |
| 实验室   | 28间 | 含2个省级重点实验室  |
| 运动场   | 4个  | 含恒温游泳池1个      |
| 图书馆   | 2个  | 纸质藏书38万册       |
| 学生公寓 | 8栋  | 可容纳5,000人住宿    |

特色设施：
- 航天科技馆：与中国航天科技集团合作建设，展示长征火箭模型
- 古籍修复室：存有明清书院刻本1,500余册
- STEAM中心：配备3D打印、机器人等设备

## 教学体系
课程结构（2023年课改方案）：
- 基础课程：严格执行国家课程标准
- 拓展课程：
  - 书院文化课程（《翠屏诗选》等12门）
  - 航天科技课程（与西昌卫星发射中心合作）
- 研究课程：
  - 省级课题"长江生态保护研究"
  - 国家级课题"少数民族文化数字化"

教学特色：
- 分层走班制：数学、英语学科实施A/B/C三级教学
- 双导师制：每班配备学业导师+生涯规划导师
- 智慧课堂：100%教室配备AI学情分析系统

## 师资队伍
| \| 教师职称结构（2023） \| 教师职称结构（2023） \| 教师职称结构（2023） \| 教师职称结构（2023） \| 教师职称结构（2023） \| \| -------------------- \| -------------------- \| -------------------- \| -------------------- \| -------------------- \| \| \| \| \| \| \| \| 高级教师 \| 高级教师 \| \| 28.8% \| 28.8% \| \| 一级教师 \| 一级教师 \| \| 39.6% \| 39.6% \| \| 二级教师 \| 二级教师 \| \| 31.6% \| 31.6% \| |          |  |       |       |
| 教师职称结构（2023） |          |  |       |       |
| |          |  |       |       |
| 高级教师 | 高级教师 |  | 28.8% | 28.8% |
| 一级教师 | 一级教师 |  | 39.6% | 39.6% |
| 二级教师 | 二级教师 |  | 31.6% | 31.6% |

人才队伍：
- 正高级教师9人
- 特级教师12人（含3名退休返聘）
- 博士学历教师5人（主要集中于理科）
- 省级以上名师工作室3个

## 办学成就

### 升学成绩
| 年份 | 一本上线率 | 清北录取 | 市级状元   |
| ---- | ---------- | -------- | ---------- |
| 2023 | 89.7%      | 5人      | 文理双状元 |
| 2022 | 87.2%      | 4人      | 理科状元   |
| 2021 | 85.9%      | 3人      | 文科状元   |

### 竞赛荣誉
- 学科竞赛：近五年获中国数学奥林匹克金牌2枚（2020、2022）
- 科技创新：连续7年获全国青少年科技创新大赛一等奖
- 体育竞技：男子篮球队保持四川省中学生联赛"十连冠"（2013-2023）

## 文化传统
标志性活动：
- 书院文化节（每年4月）：包含古籍修复体验、国学讲座等
- 金沙江科考（高二必修）：沿江生态环境调查
- 校友导师月（11月）：邀请知名校友返校授课

学生社团（部分）：
- 翠屏文学社（创立于1925年）
- 航天模型社（获全国航模比赛冠军）
- 彝族文化研究会（省级优秀社团）

## 知名校友
- 周开达（1933-2013）：中国工程院院士，杂交水稻专家
- 周永康（1942- ）：前中共中央政治局常委
- 周晓虹（1957- ）：南京大学社会学院院长
- 陈明义（1962- ）：中国航天科技集团总工程师

## 争议事件
- 2016年因"周末补课"问题被家长投诉，后经教育局协调改为自愿参加。
- 2020年南岸校区扩建引发拆迁纠纷，最终通过补偿方案解决